# Switch-mode-strømforsyning
Switch-mode-strømforsyning eller kort SMPS er en spændingsforsyning eller strømforsyning – en elektronisk kredsløbstype, som anvendes til at omforme elektrisk energi mellem 2 elektriske kilder/belastninger (én vej - eller begge veje), med en høj virkningsgrad. Virkningsgraden kan være 98% for nyere SMPS ved fuld belastning og progressivt lavere for lavere belastning ned til 0 %. Andre navne for switch-mode-strømforsyning er switch-mode-spændingsforsyning, switch-mode-forsyning, switching-mode power supply, switched-mode power supply og switched power supply.
De fleste SMPS'er er dog kun designet til at omforme fra én kilde til én eller flere belastninger.
En SMPS sender elektrisk energi gennem elektriske lavtabskomponenter, som f.eks. kondensatorer, spoler og transformatorer. Den elektriske energi bliver "klippet" op i energipakker og tappet – via kontakter, som i princippet enten kun kan være sluttede eller åbne. Kontakterne kan være faststofkontakter som f.eks. transistorer (bipolar, effekt MOSFET, triac, SCR ...) og dioder (især hurtige Schottky-dioder).
SMPS kan designes til at levere elektrisk energi, på baggrund af en eller flere parametre, som f.eks. kan være udgangs- eller indgangs- spænding, strøm, effekt eller bibeholde en bestemt impedans i en elektrisk belastning. Eksempelvis optimeres solcelle-/vindmølle-konvertere eller vekselrettere, for at få så meget energi ud som muligt (MPPT; eng. Maximum Power Point Tracker) og som der er mulighed for at afsætte i belastningerne. En belastning kan være en akkumulator, elnettet eller elektrisk udstyr.
For DC-til-DC-konvertere er input og output jævnspænding og/eller jævnstrøm (DC) med en lille smule overlejret vekselstrøm/spænding (AC, eng. ripple).

## SMPS-typer
Typer:
- Ikke Galvanisk isoleret mellem input og output:
  - DC → DC:
    - Buck konverter eller step-down-konverter
    - Boost-konverter eller step-up-konverter
    - Boost-buck-konverter
    - Buck-boost-konverter
    - Cuk-konverter
    - Zeta-konverter
    - SEPIC-konverter
- Galvanisk isoleret mellem input og output:
  - DC → DC:
    - Flyback konverter (isoleret buck/boost konverter)
    - Forward konverter (isoleret buck konverter)
    - Isoleret cuk-konverter

  - DC → AC:
    - SMPS baseret vekselretter (inverter)
    - SMPS baseret 3 faset vekselretter (inverter)

  - AC → DC:
    - 1 faset boost PFC ensretter
    - Ét trins 1 faset PFC ensretter uden ensretterbro >98% virkningsgrad (Ćuk-konverter inspireret og anvender to RB-IGBT)[1][2][3]

## Anvendelser
F.eks. anvendes SMPS i computere og andet nettilkoblet elektrisk udstyr, hvor de typisk erstatter en stor 230V 50 Hz transformator med en lille SMPS højfrekvens-transformator ved ca. 10-100 kHz.
De bliver også anvendt i fjernsynets højspændingsdel til at generere ca. 10.000-25.000 V til billedrøret.
I solcelle-step-up-konvertere og/eller solcelleregulatorer anvendes de til at tappe så meget energi som muligt fra solcellerne og sende det over i akkumulatorer og/eller elnettet.
Andre anvendelser:
- Elektronisk blitz
- Elektronisk halogenlampestrømforsyning
- Videomaskine, Videooptager, VCR
- Printer
- CD-afspiller
- Generator til elektrisk hegn.
- Elektronisk ballast til lysstofrør.
- Elektroniske sparepærer og lavenergipærer.
- Tændrørsspole til benzinmotor med vinkelkrankkontakt/afbryder.
- Relæ med styrekontakt – relæet virker faktisk som en step-down konverter, hvor energien dog går tabt i relæ solenoide og diode.

## Elnetskompatibilitet
For at en belastning er kompatibel med elnettet, skal belastningen ikke have spole eller kondensatorvirkning – Den skal derimod opføre sig som en ohmsk modstand.
Denne egenskab har man et mål for: Power factor – den skal være så tæt på én som muligt. En SMPS som er designet til at have en fornuftig power factor, kaldes en PFC SMPS (Power factor Correction-SMPS). Alle el-apparater skal opfylde:
- EN 61000-3-2 Arkiveret 1. oktober 2004 hos  Wayback Machine
- UPS: EN 50091-2 Arkiveret 1. oktober 2004 hos  Wayback Machine.
- Teknologisk Institut > Certificering og Kontrol > CE-mærkning Arkiveret 7. februar 2005 hos  Wayback Machine (bl.a. 230V 50Hz grænseflade (ikke 110V 60Hz)).
- 27. februar 2004, eurocenter.info: Myter og fakta om CE-mærkning Arkiveret 7. marts 2006 hos  Wayback Machine
  - 2. april 2003, eurocenter.info: Sammenhængen mellem produktdirektiver og standarder (Webside ikke længere tilgængelig) Citat: "...De tekniske detaljer er lagt over i de såkaldte fælleseuropæiske, harmoniserede standarder, EN'er (European Norms), der "peger på" de enkelte direktiver...Det er de fælleseuropæiske standardiseringsorganisationer (CEN, CENELEC og ETSI), der udarbejder disse standarder efter mandat fra Europa-Kommissionen..."

## Effektivitet
For at få en SMPS til at have en så høj effektivitet som muligt kan disse komponenter anvendes:
- SiC SBD – Står for Silicium Carbid Schottky Barrier Diodes.
- CoolMOS – kræver ingen køleplade med det rette design.